# القرون (مناخة)

تعديل مصدري - تعديل

القرون هي إحدى قرى عزلة المغارب العليا بمديرية مناخة التابعة لمحافظة صنعاء، بلغ تعداد سكانها 261 نسمة حسب تعداد اليمن لعام 2004.